# Фарбаути (мифология)
Фарбаути (древнесканд. Fárbauti) — в скандинавской мифологии великан-ётун. Муж великанши Лаувейи, отец Локи, Бюлейста и Хельблинди. Фарбаути упоминается в Младшей Эдде, написанной в XIII веке Снорри Стурлусоном, и в поэзии скальдов эпохи викингов.
Умер при неизвестных обстоятельствах.
В игре "God of War" 2018 года Кратос изображён на фресках великанов в Йотунхейме под именем Фарбаути.